# Dario Levanto
Dario Levanto (Cutrofiano, 25 luglio 1966) è un allenatore di calcio ed ex calciatore italiano, di ruolo centrocampista.

## Carriera

### Calciatore
Inizia la propria carriera nel Lecce nel 1983 e partecipa alla prima storica promozione in Serie A della squadra salentina, avvenuta al termine della stagione 1984-1985. Alla squadra giallorossa legherà i propri anni migliori; rimarrà nel Salento fino al 1990, disputando complessivamente tre campionati di Serie A e quattro di Serie B e collezionando 108 presenze e 3 gol. L'unica marcatura nel massimo campionato l'ha messa a segno contro la Roma, in trasferta.
Dopo una stagione alla Casertana, in Serie C1, passa alla Triestina e poi all'Avellino, con cui giocherà per due campionati. Nel 1993-1994 passa all'Avezzano, per poi fare ritorno nel Salento l'anno successivo. Vestirà le maglie del Casarano, del Nardò e del Taurisano, per poi chiudere la carriera nel Latina nel 2004.

### Allenatore
Appese le scarpette al chiodo, intraprende la carriera di allenatore.
La prima chiamata viene dalla sua ultima società, il Latina, che lo chiama per guidare la squadra nelle ultime giornate del disastroso campionato di C2 della stagione 2005/06, ma non riuscirà a salvare la squadra laziale dalla retrocessione a causa della sconfitta nei play-out contro il Rieti. L'anno dopo lo contatta il Casarano del presidente Paride De Masi: lui accetta e porta i rossoblu sino all'Eccellenza, dando il via al periodo della rinascita casaranese. Dopo cinque turni della stagione 2007-2008, agli inizi di ottobre, viene esonerato dopo 2 vittorie, 2 pareggi e una sola sconfitta. Il 21 gennaio 2009 diviene allenatore del Tricase, che aveva da poco esonerato Mario Ruberto in seguito a ripetute sconfitte, e ottiene la salvezza. Per la stagione successiva passa al Sogliano, in Eccellenza. Dal 19 ottobre 2010 diviene allenatore dell'ASD Racale, militante nel campionato di Eccellenza Pugliese. Dopo una brevissima esperienza a Gallipoli, passa al Galatina, dove viene richiamato a novembre 2014 dopo aver lasciato la panchina nell'estate precedente. Nel 2017 allena l'Atletico Recale, è stato allenatore del' Asd Fabrizio Miccoli in prima categoria

## Palmarès

### Giocatore

#### Competizioni nazionali
- Serie B: 1

Lecce: 1984-1985